# Paul Bunyan (ópera)
Paul Bunyan es una opereta en dos actos con música de Benjamin Britten y libreto en inglés de W. H. Auden. Se estrenó en la Universidad de Columbia el 5 de mayo de 1941 con críticas en gran medida negativas, y Britten la revisó en 1976. La historia se basa en el leñador estadounidense folclórico Paul Bunyan, con la música incorporando una variedad de estilos estadounidenses, incluyendo canciones folk, blues e himnos.
Esta obra rara vez se representa en la actualidad; en las estadísticas de Operabase aparece con sólo 3 representaciones en el período 2005-2010.

## Personajes
| Personaje                                                                           | Tesitura                                            | Reparto del estreno, 5 de mayo de 1941 (Director: Hugh Ross)  |
| ----------------------------------------------------------------------------------- | --------------------------------------------------- | ------------------------------------------------------------- |
| La voz de Paul Bunyan                                                               | papel hablado fuera de escena para la voz masculina | Milton Warchoff                                               |
| Tiny, hija de Paul                                                                  | soprano                                             | Helen Marshall                                                |
| Johnny Inkslinger                                                                   | tenor                                               | William Hess                                                  |
| Hot Biscuit Slim, un buen cocinero                                                  | tenor                                               | Charles Cammock                                               |
| Narrador y baladista (en los Interludios)                                           | barítono o tenor                                    | Mordecai Bauman                                               |
| Sam Sharkey, un mal cocinero                                                        | tenor                                               | Clifford Jackson                                              |
| Ben Benny, otro mal cocinero                                                        | bajo                                                | Eugene Bonham                                                 |
| Hel Helson, capataz                                                                 | barítono                                            | Bliss Woodward                                                |
| Cross Crosshaulson , un sueco                                                       | bajo                                                | Walter Graf                                                   |
| Jen Jenson, un sueco                                                                | bajo                                                | Ernest Holcombe                                               |
| Pete Peterson, un sueco                                                             | tenor                                               | Lewis Pierce                                                  |
| Andy Anderson, un sueco                                                             | tenor                                               | Ben Carpens                                                   |
| Fido, un perro                                                                      | soprano                                             | Pauline Kleinhesselink                                        |
| Moppet, un gato                                                                     | mezzosoprano                                        | Harriet Greene                                                |
| Poppet, un gato                                                                     | mezzosoprano                                        | Augusta Dorn                                                  |
| Chico de la Western Union                                                           | tenor                                               | Henry Bauman                                                  |
| John Shears, un granjero                                                            | barítono                                            | Leonard Stocker                                               |
| Cuarteto de los derrotados (Blues)                                                  | contralto, tenor, barítono, bajo                    | Adelaide Van Way, Ben Carpens, Ernest Holcombe, Eugene Bonham |
| Cuatro amigotes de Hel Helson                                                       | cuatro barítonos                                    |                                                               |
| Heron, Moon, Wind, Beetle, Squirrel                                                 | papeles hablados                                    |                                                               |
| leñadores, granjeros, mujeres de la frontera, animales, árboles y gansos silvestres |                                                     |                                                               |

## Grabaciones
| Año  | Reparto (Narrador, Paul Bunyan, Johnny Inkslinger, Tiny, Slim)                      | Director, Teatro de ópera y orquesta                                  | Sello discográfico                   |
| ---- | ----------------------------------------------------------------------------------- | --------------------------------------------------------------------- | ------------------------------------ |
| 1976 | Russell Smythe, Paul Maxwell, Neil Jenkins, Iris Saunders, Philip Doghan            | Bedford Steuart Orquesta y coro English Music Theatre                 | Open Reel Tape - mr. tape 2858       |
| 1987 | Pop Wagner, James Lawless, Dan Dressen, Elisabeth Comeaux Nelson, Clifton Ware      | Philip Brunelle Orquesta y coro Plymouth Music Series                 | CD: Virgin Classics Cat: VC7 90710-2 |
| 1999 | Peter Coleman-Wright, Kenneth Cranham, Kurt Streit, Susan Gritton, Timothy Robinson | Richard Hickox Orquesta y coro de la Royal Opera House, Covent Garden | CD: Chandos Records Cat: CHAN 781    |